# برایان فیر
برایان جیمز فیر (به انگلیسی: Brian James Fair) متولد ۳۰ مه ۱۹۷۵ از ایالت ماساچوست خواننده گروه ترش متال شدوز فال است. او همچنین از برادران انجمن "سیگما تاو گاماً می‌باشد.

## لینکهای مرتبط
- www.shadowsfall.com
- www.myspace.com/shadowsfall